# Usine Chrysler Lago Alberto

L'Usine Chrysler de Lago Alberto a été la première unité d'assemblage du constructeur automobile américain Chrysler, implantée au Mexique en 1938 par la société Fabricas Automex et dont la production était uniquement réservée au marché mexicain. 

## Histoire
Pour s'installer au Mexique, Chrysler conclut un accord de licence avec un petit assembleur mexicain et crée la société Fabricas Automex. L'usine de Lago Alberto, dans la banlieue de Mexico a été construite au milieu des années 1930 et le premier véhicule a été fabriqué le 31 octobre 1938. La cadence de production initiale était de 50 unités par mois.
En 1958, Chrysler prend une participation de 33% dans la société "Fabricas Automex" qu'il portera à 45% en 1968 et à 90,5% en 1971. En 1961, la dénomination sociale devient Automex puis, en 1971, Chrysler do Mexico. La production atteint 120 unités par mois.
Elle restera la seule usine du constructeur américain jusqu'en mai 1981, date de mise en service de l'usine de Toluca. Depuis cette date, l'usine de Lago Alberto sera réservée à la fabrication de pickups et trucks Dodge.
En 1992, lorsque le gouvernement mexicain a commencé à imposer des mesures de protection de l'environnement, Chrysler Corporation décide de moderniser cette usine désuète et de déplacer une partie de la production vers Toluca et la nouvelle usine de Saltillo qui sont toujours opérationnelles. 
Alors que la direction de Chrysler avait planifié un programme d'investissements continus pour moderniser l'usine de Lago Alberto, en 1998, le nouvel actionnaire majoritaire Daimler décide de ne plus rien investir dans les usines du groupe américain et en 2002, l'usine, trop obsolète et désuète a été définitivement fermée.